# Мајски Тртник
Мајски Тртник је насељено мјесто на подручју града Глине, на Банији, Република Хрватска.

## Географија
Село је подељено на два дела: први део који је на асфалту са засеоком Плочића и Краља и другим делом који је одвојен урушеним сеоским путем и преоријентисаним на суседно село Влаховић (Лавић). Село се граничи са Мајом, Глинским Дреновцем, Влаховићем, Равним Рашћем, Глинским Тртником и Брњеушком. Са источне стране села пролази река Бручина и мали поток са западне стране. Село је повезано са Глином и Петрињом асфалтним путем и пругом. Село је имало своју локалну железничку станицу која је услуживала и остала села: Мају, Глински Дреновац и Равно Рашће. Данас село повезује са Глином аутобуски саобраћај.

## Историја
Село је основано вероватно током XV–XVIII века док трају непрекидне миграције Срба у Славонију и Крајину под турском влашћу на опустошена имања хрвата и њихову напуштену земљу.
Повлачењем Турака, Срби остају у селу веома добродошли Аустроугарској Царевини и Хрватским велепоседницима као одбрана и попуна опустошеним крајевима.
Село је пре Првог светског рата било густо насељено са преко сто српских породица. После Првог светског рата долази до исељавања једног дела сељана у Војводину, док се досељава само пар породица.
У Другом светском рату село бива потпуно спаљено, део становништва побијено је на лицу места а део у Грабовцу. Остали су одведени у Јасеновац.
После завршетка рата део сељана одлази у веће градове.
Село се поново изграђује помоћу државних средстава и присилним радом заробљених домобрана, али са видно смањеним становништвом на око 300 сељана.
У последњем рату 1991–1995. село улази у састав САО Крајине, односно Републике Српске Крајине.
Током војне акције Хрватске војске „Олуја” становништво се исељава у Републику Србију и Републику Српску без жртава. Оштећено је само пар кућа тенковским гранатама (које су испаљене без разлога јер је село раније напуштено) тако да је село сачувано скоро у потпуности.
До данас се вратило око четрдесетак особа, углавном старије доби.

## Привреда
У селу је пре последњег рата било развијено сточарство због близине месне индустрије Гавриловић.
Пре Другог светског рата поред сточарства била је развијена и дрвна прерада због чега железничка станица носи назив Лагер.

## Становништво
Тренутно броји 36 сталних становника, углавном старијих пензионера и само једном породицом са малолетном децом. Место, пре рата, насељавају неке од породица: Буњац, Букудур, Бралић, Драјић, Домазет, Ђамић, Џамбић, Ђурасновић, Ђурашиновић, Чавић, Краљ, Лалић, Малобовић, Маљковић, Манојловић, Милић, Митић, Мицић, Момић, Новаковић, Остојић, Плочић, Прусац, Пјевац, Палама, Сибинчић, Сљепчевић, Сладовић, Торбица, Вујчић, Врачар, Вукмановић, Вилић, Жарковић, Зец, итд.
| Националност       | 1991. | 1981. | 1971. | 1961. |
| Срби               | 165   | 193   | 230   | 305   |
| Југословени        |       |       | 8     |       |
| остали и непознато | 1     |       |       |       |
| Укупно             | 166   | 193   | 238   | 305   |

| Демографија | Демографија | Демографија |
| Година      | Становника  | Становника  |
| ----------- | ----------- | ----------- |
| 1961.       | 305         |             |
| 1971.       | 238         |             |
| 1981.       | 193         |             |
| 1991.       | 166         |             |
| 2001.       | 56          |             |
| 2011.       |             | 36          |